# Blauwe maandagen (roman)
Blauwe maandagen is de debuutroman van de Nederlandse schrijver Arnon Grunberg. Het boek werd voor het eerst uitgegeven in 1994 bij Nijgh & Van Ditmar in Amsterdam. 
Het is een sterk autobiografische roman, waarin onder andere de oorlogservaringen van Grunbergs ouders aan bod komen. 
Het werd in Nederland bekroond in 1994 met de Anton Wachterprijs voor het beste debuut en in 1996 met het Gouden Ezelsoor voor het best verkochte debuut. Het boek werd vertaald naar het Engels, Duits, Deens, Italiaans, Frans, Spaans, Tsjechisch, Zweeds, Japans, Bulgaars en Arabisch. 

## Wetenswaardigheden
Blauwe maandagen is ook de naam van een tijdschrift over leven en werk van Grunberg, die zelf zitting heeft in de redactie. Dit tijdschrift verschijnt sinds juni 2010 bij uitgeverij Ekstreem, naar analogie van Hermans-magazine.